# Erik Samuel Ödmann
Erik Samuel Ödmann, född 27 oktober 1786 i Mo socken, Hälsingland, död 17 september 1845 på Hovgårdsberg i Vendels socken, Uppland, var en svensk präst och riksdagsman. Han var brorson till teologen Samuel Ödmann och far till tidningsmannen Samuel Ödmann samt morfar till entomologen Claes Erik Grill.
Ödmann,  som var son till häradshövdingen Gabriel Ödmann, blev student vid Uppsala universitet 1802, filosofie magister 1809, gymnasieadjunkt i Gävle 1810 och lektor i latin där 1814. Han prästvigdes 1825, blev kyrkoherde i Vendels församling 1827, honorärprost 1830, kontraktsprost i Örbyhus kontrakt 1841 och fick teologie doktors titel 1844. Han var ledamot av prästeståndet vid riksdagarna 1834, 1840 (då han insattes i konstitutionsutskottet) och 1844. Där blev han genom sin självständighet och praktiska blick en framstående medlem av oppositionen utan att gå till ytterligheter. På grund av sitt politiska anseende valdes han några gånger till stats- och diskontrevisor samt uppfördes två gånger på förslag till pastor primarius och 1841 på biskopsförslag i Visby stift. 
I yngre år tilldelades Ödmann Svenska Akademiens mindre pris i vältalighet för alstren Historia om det första korståget (1813) och Försök öfver islamismen (1816). Han översatte även flera historiska arbeten och författade bland annat Öfningar i latinska syntaxen (1822, ny upplaga 1832).